# Крисия
Крисия Маринова Тодорова е българска певица. Представя България на дванадесетото издание на детския песенен конкурс „Евровизия“ в Малта заедно с пианистите Хасан и Ибрахим Игнатови и песента „Планетата на децата“, като се класира на второ място, записвайки най-доброто постижение на България в историята на Конкурса.

## Биография и кариера
Крисия Маринова Тодорова е родена на 1 юни 2004 г. във Варна в семейството на Марин Тодоров и Ангелина Попова. Живее в Разград. Има две сестри – Марина и Тифани. На сцената е от тригодишна възраст, когато започва да се изявява на редица празнични мероприятия в Разград.
Занимава се също така с модерен балет. Учи музика в центъра за работа с деца в родния ѝ град под ръководството на педагог Свилена Дечева. Истинският ѝ пробив обаче идва с участието ѝ в кастинга за сценична партньорка на победителя в проекта „Разсмей Слави“ Димитър Андреев. Слави Трифонов събира двамата, за да се появи петъчната рубрика „Запознай се с малките“. Няколко седмици след края на кастинга малката Крисия изпява „Моя страна, моя България“ и българския химн на стадион „Васил Левски“ в осминафиналната среща между отборите на Лудорогец и Валенсия. През 2015 г. участва на престижния конкурс „Детская Новая волна“ в окупирания от Русия Крим, където заема второ място с 97 точки с изпълнение на песента „Я бы хотела нарисовать мечту“, отстъпвайки само на Гайа Кауки от Малта – победителката от детската „Евровизия 2013“.

### Детски песенен конкурс „Евровизия 2014“
На 25 юли 2014 г. Слави Трифонов обявява в шоуто си, че са получили предложение от Българската национална телевизия Крисия да представи България на детската „Евровизия“. Тя трябва да изпълни авторска песен на български език, каквато екипът на шоуто изготвя успешно два месеца по-късно. Песента носи името „Планетата на децата“. Музиката е записана от Плевенската филхармония и Евгени Димитров – Маестрото, а текстът е написан от Крисия и Ивайло Вълчев. Заедно с нея на сцената на европейския конкурс излизат братята пианисти Хасан и Ибрахим Игнатови. Самата Крисия се упражнява за конкурсната си песен заедно със своя вокален педагог ежедневно.
На 9 ноември 2014 г. екип от десет души, включващ Евгени Димитров, майката, вокалния педагог Свилена Дечева, бащата на пианистите Хасан и Ибрахим и репортери от 2-те телевизии, заминава за Валета. Крисия се представя под номер 2 и завоюва второ място със 147 точки.

### Детски песенен конкурс „Евровизия 2015“
На 8 септември 2015 г. участва във финала на националната селекция за избор на изпълнител за детската „Евровизия“ като гост-изпълнител. Там тя изпява песента „Една българска роза“ на Паша Христова. Два дни по-късно дава гласа си за общата песен-химн на българското издание на конкурса „Discover“, която откри конкурса в „Арена Армеец“ на 21 ноември. На шоуто тя изпълнява и песента, с която завоюва второ място в Малта през 2014 г., „Планетата на децата“.

### Маскираният певец
През 2021 г. участва в третия сезон на „Маскираният певец“ в ролята на Гъбарко и завършва на второ място.

### „Като две капки вода“ – сезон 10, 2022
През пролетта на 2022 г. Крисия участва в десети сезон на „Като две капки вода“ и стига до финала, класирайки се на 3-то място. През сезона събира 621 точки.

## Музикални изяви
Участия в големи концерти, събития и ТВ предавания
- „Шоуто на Слави“ – 30.12.2013 г. – 10.11.2017 г. (всеки петък), зала 12 на НДК
- „Симона и приятели в Свищов“ – 01.03.2014 г., I БНЧ „Еленка и Кирил Д. Аврамови – 1856“ – Свищов; изп."Ain`t no sunshine"(Bill Withers)
- „Крисия и приятели в Разград“ – 03.03.2014 г., Общински културен център – Разград
- „UEFA Europa League 1/8 финал: Лудогорец – Валенсия“ – 13.03.2014 г., Национален стадион „Васил Левски“; изп. „Мила родино“, „Моя страна, моя България“
- „Гергана и приятели в Стара Загора“ – 29.03.2014 г.; изп."Simlpy the best"(Tina Turner)
- „Junior Eurovision Song Contest 2014“ – 15.11.2014 г., Malta Shipbuilding, Марса (Малта); изп. „Планетата на децата“
- „Гласът на България“ – 16.11.2014 г., зала 2 на НДК; изп. „Моя страна, моя България“
- „Концерт на Слави Трифонов и Ку-Ку бенд“ – 25.04.2015 г., МСЗ „Арена Армеец“ София; изп."Why" (със Слави Трифонов), „Моя страна, моя България“
- „Детская Новая волна 2015“ – 11.-13.08.2015, МДЦ „Артек“, Ялта (Русия); изп. „Планетата на децата“
- „Концерт на Слави Трифонов и Ку-Ку бенд“ – 25.09.2015 г., Национален стадион „Васил Левски“; изп. „Планетата на децата“, „Моя страна, моя България“
- „Junior Eurovision Song Contest 2015“ – 21.11.2015 г., МСЗ „Арена Армеец“ София; изп."#Discover", „Планетата на децата“, „The Only one“
- „Концерт на Слави Трифонов и Ку-Ку бенд“ – 21.05.2016 г., SSE Arena Wembley, Лондон (Великобритания)[обявен за Troxy Hall, 23.04; 22.05]; изп. „Реквием за една мръсница“, „Планетата на децата“, „Раждане“, „Облаче ле, бяло“, „Моя страна, моя България“
- „Концерт на Ку-Ку бенд“ – 04.06.2016 г., Palacio Vistalegre Arena Madrid, Мадрид (Испания); изп. „Реквием за една мръсница“, „Планетата на децата“, „Раждане“, „Моя страна, моя България“
- Австрия – 2016 г.
- САЩ – 2016 г.
- Концерт-спектакъл „Има такъв народ“ – 16-17-18.06.2017 г., МСЗ „Арена Армеец“ София; изп. „Вярвам в чудеса“, „Песен за България“, „Моя страна, моя България“
- „Като две капки вода“ – сезон 10, 2022 (14.02.2022 – 16.05.2022, всеки понеделник от 20 часа по NOVA)